# Carpotroche crispidentata
Carpotroche crispidentata là một loài thực vật có hoa trong họ Achariaceae. Loài này được Ducke mô tả khoa học đầu tiên năm 1938.